# باشگاه فوتبال کلنی مموریال تبریز

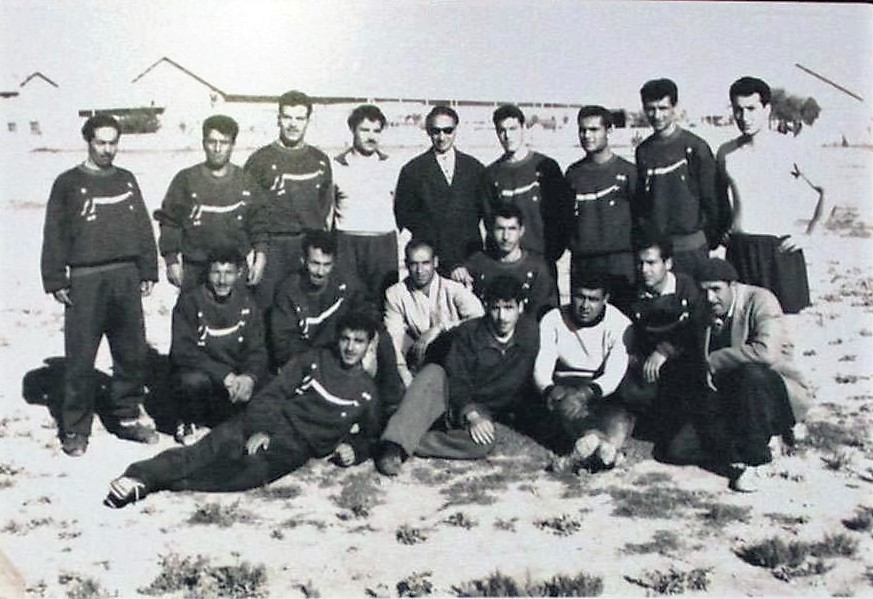
تیم کلنی مموریال در سال ۱۳۳۷

باشگاه فوتبال کلنی مموریال تبریز یک باشگاه فوتبال در تبریز و متعلق به مدرسه مموریال تبریز بوده است. این باشگاه در سال‌های دههٔ ۱۳۳۰ تا دههٔ ۱۳۶۰ در رقابت‌های منطقه‌ای و کشوری به رقابت می‌پرداخت.
این تیم در دهه‌های ۳۰ و ۴۰ به یک قهرمانی و چهار نایب قهرمانی در مسابقات جام قهرمانی فوتبال کشور دست یافت و در جام قدس ۱۳۶۵ نیز به مقام نایب قهرمانی رسید.

## پیشینه

### دهه‌های ۱۳۳۰ و ۱۳۴۰
تا پیش از دههٔ ۱۳۳۰، فوتبال در تبریز به صورت پراکنده و محله‌ای برگزار می‌شد. در آن دوران محلات تبریز هر کدام برای خود تیمی داشتند. از جملهٔ این تیم‌ها می‌توان به تیم‌های آذر، سیمرغ، آهن، شهاب، ظفر، شایان، نصرت (دوه چی) و جوانان سرخاب اشاره کرد که از میان آن‌ها، تیم‌های آذر و سیمرغ جزو بهترین‌ها بودند و معمولاً اکثر بازیکنان منتخب استان از این دو تیم انتخاب می‌شدند. از اوایل دهه ۳۰ باشگاه‌هایی در تبریز تأسیس شدند. در اواخر دهه ۳۰ و ۴۰، تیم تبریز از مدعیان قهرمانی فوتبال ایران به حساب می‌آمد. تیم کلنی مموریال تبریز در سال ۱۳۳۸ در مسابقات جام قهرمانی فوتبال ایران ۱۳۳۸ قهرمان شد و در سال‌های ۳۶، ۴۱، ۴۳ و ۴۶ به عنوان نایب قهرمانی دست یافت.

#### پیش از سال ۱۳۲۷
تا پیش از سال ۱۳۲۷، مسابقات فوتبال در تبریز، به صورت پراکنده در بین جوانان این شهر برگزار می‌شد؛ ولی بعد از عضویت فدراسیون فوتبال ایران در فیفا، مسابقات به‌طور منسجم برگزار گردید و رفته رفته رقابت بین تیم‌های شهرستانی آغاز شد.

#### از سال ۱۳۲۷ تا ۱۳۳۴
در سال ۱۳۲۷ مسئولان مدرسه مموریال تبریز تصمیم به ایجاد یک باشگاه فوتبال در تبریز گرفتند و قدرتمندترین بازیکنان تبریز را به این باشگاه دعوت کردند. در سال ۱۳۳۴ کلنی مموریال تبریز تیم قدرتمندی را در اختیار داشت که در بسیاری از مسابقات با بهره‌گیری از بازیکنانی مجرب از جمله «قارلو» (Garlo) دروازه‌بان رومانیاییِ خود توانست در اکثر مسابقات پیروز شود.

#### سال ۱۳۳۵
از سال ۱۳۳۵ اولین مسابقات قهرمانی کشور بین تیم‌های منتخب اصفهان، تهران، تبریز، مشهد و آبادان برگزار شد. در این مسابقات که در کرمان برگزار گردید، تیم منتخب تبریز به خاطر پنالتی که به سود تیم مقابل گرفته شد، از ادامهٔ بازی‌ها کناره‌گیری کرد.

#### سال ۱۳۳۶
مسابقات در شهر اصفهان برگزار گردید و تیم کلنی مموریال تبریز توانست نایب قهرمان این دوره از رقابت‌ها شود. اسامی تعدادی از بازیکنان تیم کلنی مموریال تبریز که در سال ۱۳۳۶ در این تیم عضویت داشتند عبارتند از: اکبر شوقی، کاظم تقی‌زاده، علی قنادی، فتاح عظیمی، اردوبادی، بیوک صباغ و دروازه بانان اردوبادی و خانلو.

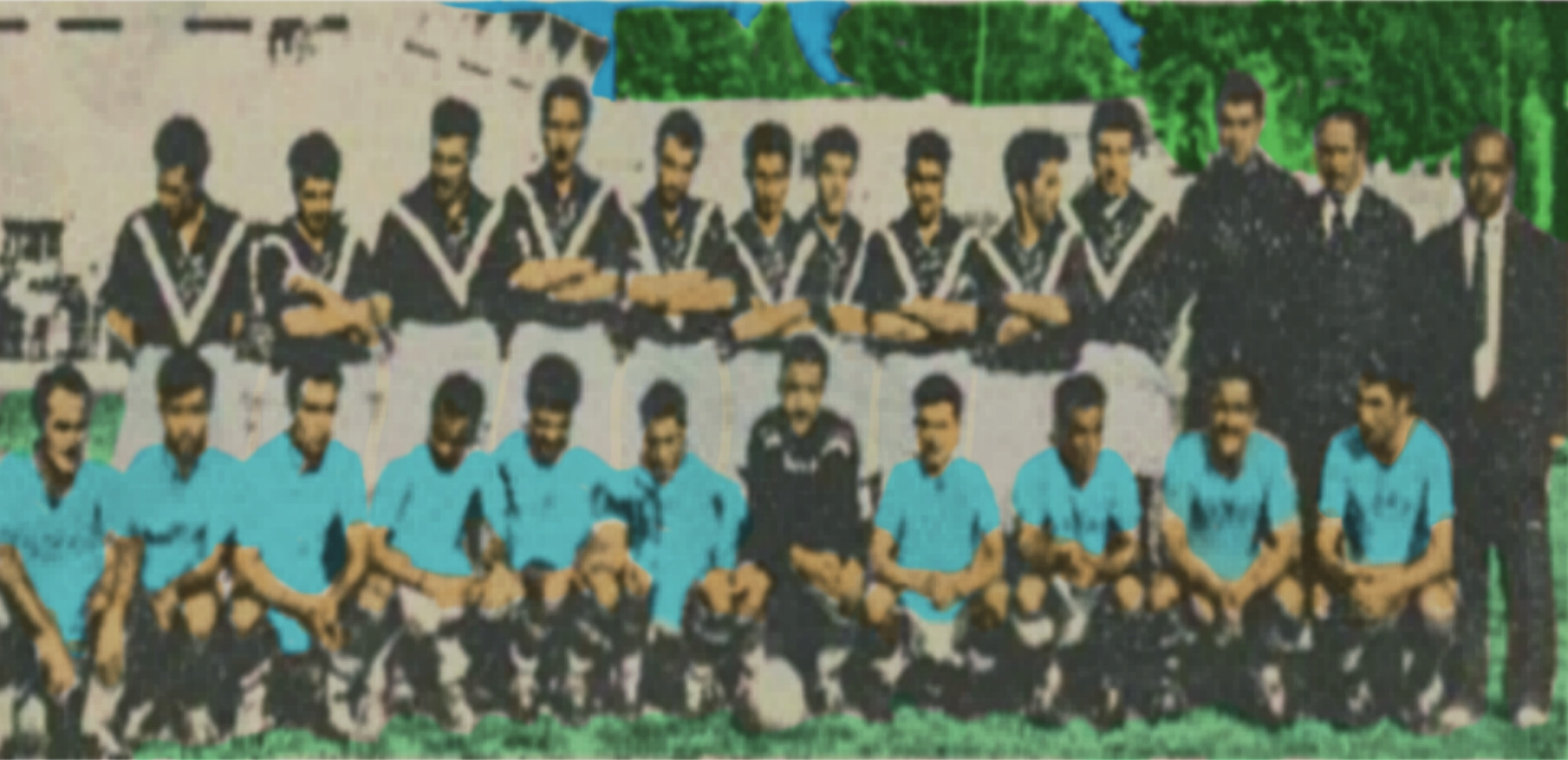
تیم‌های تاج تهران و کلنی مموریال تبریز در فینال جام قهرمانی فوتبال ایران ۱۳۳۶

#### سال ۱۳۳۷
در اواخر سال ۱۳۳۶ در اثر زلزله، مسابقات سال ۱۳۳۷ لغو گردید و بودجه این بازی‌ها به منظور کمک به زلزله زدگان واریز گردید.

#### سال ۱۳۳۸
این دوره از مسابقات در شهر تبریز برگزار گردید که مراحل مقدماتی آن به صورت منطقه‌ای انجام گرفت. در این مسابقات چهار تیم برتر کشور از شهرهای تبریز، اصفهان، تهران و اهواز شرکت داشتند که در پایان با قهرمانی تیم تبریز به پایان رسید.
نتایج مسابقات این دوره عبارتند از:
- کلنی مموریال تبریز ۲ - ۱ تاج اهواز
- کلنی مموریال تبریز ۱ - ۱ شاهین اصفهان
- کانی مموریال تبریز ۱ - ۰ دارایی تهران[۶]

در این مسابقات که به صورت امتیازی برگزار می‌شد در مسابقه فینال بین تیم‌های کلنی تبریز و دارایی تهران که تا دقیقه ۸۷ بازی بدون گل بود و مسؤولین هم بازی را تقریباً پایان یافته تلقی می‌کردند تا آن جا که از بلندگوی استادیوم خواستار حضور مربی تیم شاهین اصفهان جهت اخذ کاپ قهرمانی شدند، چرا که در صورت تساوی این بازی، کلنی مموریال تبریز با یک امتیاز کمتر نایب قهرمان می‌شد؛ ولی در همین لحظه «ائلدار صادق زاده» بازیکن تبریزی، گل سرنوشت ساز را در دقیقه ۸۹ بازی، وارد دروازه دارایی تهران کرد و جام قهرمانی نصیب کلنی مموریال تبریز شد.

#### سال ۱۳۳۹
این دوره از مسابقات به صورت باشگاهی در ساری برگزار گردید که شش تیم نهایی این رقابت‌ها را تیم‌های کانی مموریال تبریز، شاهین آبادان، دیهیم تهران، فرهنگ کرمان، نماینده قزوین و نماینده ساری تشکیل داده بودند. در این مسابقات، نماینده تبریز به مقام پنجم رسید و شاهین آبادان اول شد.

#### سال ۱۳۴۰
این دور از مسابقات در مشهد برگزار گردید که تیم کلنی تبریز به علت نبود بودجه در مسابقات شرکت نکرد.

#### سال ۱۳۴۱
مسابقات در اصفهان برگزار گردید که کلنی مموریال تبریز در فینال بعد از دارایی تهران به مقام دوم دست یافت.

#### سال ۱۳۴۲
برای اولین بار به صورت المپیک در تمام رشته‌ها برگزار گردید که استان آذربایجان شرقی در مجموع به مقام سوم رسید.

#### سال ۱۳۴۳
کلنی مموریال تبریز بعد از آریا مشهد به مقام دوم رسید و محل مسابقات در شهر مشهد بود.

#### سال ۱۳۴۴
این دوره از مسابقات در ساری برگزار گردید که تیم‌های پاس تهران ، آریا مشهد و کلنی مموریال تبریز به ترتیب اول، دوم و سوم شدند.

#### سال ۱۳۴۵
در این سال مسابقات برگزار نشد.

#### سال ۱۳۴۶
در فروردین سال ۱۳۴۶ در شهر کرمان، تیم کلنی مموریال تبریز به مقام دوم دست یافت.

#### سال ۱۳۴۷
از این سال به بعد مسابقات به صورت منظم برگزار گردید تا اینکه بعد از انقلاب ۱۳۵۷ به مدت ۵ سال مسابقات به صورت بین استانی انجام گرفت که در طول این پنج سال تیم آذربایجان شرقی یک بار نایب قهرمان ایران گردید و از سال ۱۳۶۶ مسابقات دوباره به صورت باشگاهی برگزار گردید.

### جام قدس ۱۳۶۵
پس از انقلاب ۱۳۵۷ به جای مسابقات باشگاهی، رقابت‌های تیم‌های منتخب استانی با عنوان جام قدس برگزار شد. تیم منتخب آذربایجان شرقی در سال ۱۳۶۵ با استفاده از بازیکنانی نظیر ایوب ذوالفقاری، احد شیخ لاری، غلامرضا باغ آبادی، سید محمد علوی، امیر داداش ضیایی، محمود گلشنی، حسین قوی‌فکر، قادر دانش‌مهر، کریم قاسمی سعادت و با هدایت بیوک صباغ به دیدار نهایی این رقابت‌ها راه یافتند. بیشتر این بازیکنان از باشگاه‌های تراکتورسازی و ماشین‌سازی به این تیم پیوسته بودند. این تیم در مرحله نیمه نهایی تیم تهران «الف» که استخوان‌بندی تیم ملی را داشت، حذف کرد. بازی فینال بین تیم‌های منتخب آذربایجان‌شرقی و اصفهان برگزار شد. در دو بازی رفت و برگشت، دو تیم در مجموع به تساوی دو به دو رسیدند؛ اما در وقت اضافی، تیم اصفهان با به ثمر رساندن یک گل، به عنوان قهرمانی کشور دست یافت.

### انحلال
در اوایل دههٔ ۷۰ با تغییر یافتن ساختار مسابقات فوتبال کشور، تیم کلنی مموریال تبریز به همراه چند تیم صاحب نام فوتبال کشور عملاً منحل شدند.

## بازی‌های دوستانهٔ بین‌المللی
نتایج بعضی از مسابقات دوستانه تیم کلنی مموریال تبریز با تیم‌های خارجی بدین شرح است:
- راه‌آهن ترکیه ۰-۸ کلنی مموریال تبریز (سال ۱۳۳۶)[۶]
- نفتچی باکو ۰-۶ کلنی مموریال تبریز (سال ۱۳۳۶)[۶]
- کلنی مموریال تبریز ۹-۰ اسپارتاک ارمنستان (۱۳۳۶)[۱]
- دینامو تفلیس ۶-۶ کلنی مموریال تبریز (سال ۱۳۳۷)[۶]
- روسلوف شوروی ۰-۴ کلنی مموریال تبریز (سال ۱۳۴۲)
- [۶]
- تاج تهران ۳_۵کلنی مموریال تبریز(سال۱۳۴۸)
- دارایی۲_۳کلنی مموریالتبریز(سال۱۳۴۸)
- الهلال عربستان ۰_۴کلنی مموریال تبریز(سال ۱۳۵۸)
- تیم آلمان شرقی موکوتیو ۱_۱کلنی مموریال و منتخب آذربایجان(سال۱۳۶۲)

## افتخارات
جام قهرمانی ایران
- قهرمانی (۱  دوره): ۱۳۳۸
- نایب قهرمانی (۴ دوره): ۱۳۳۶، ۱۳۴۱، ۱۳۴۳، ۱۳۴۶